# Geishouse
Geishouse je občina v departmaju Haut-Rhin francoske regije Alzacija.
Leta 2012 je v občini živelo 478 oseb oz. 66 oseb/km².